# Gospodarka rynkowa

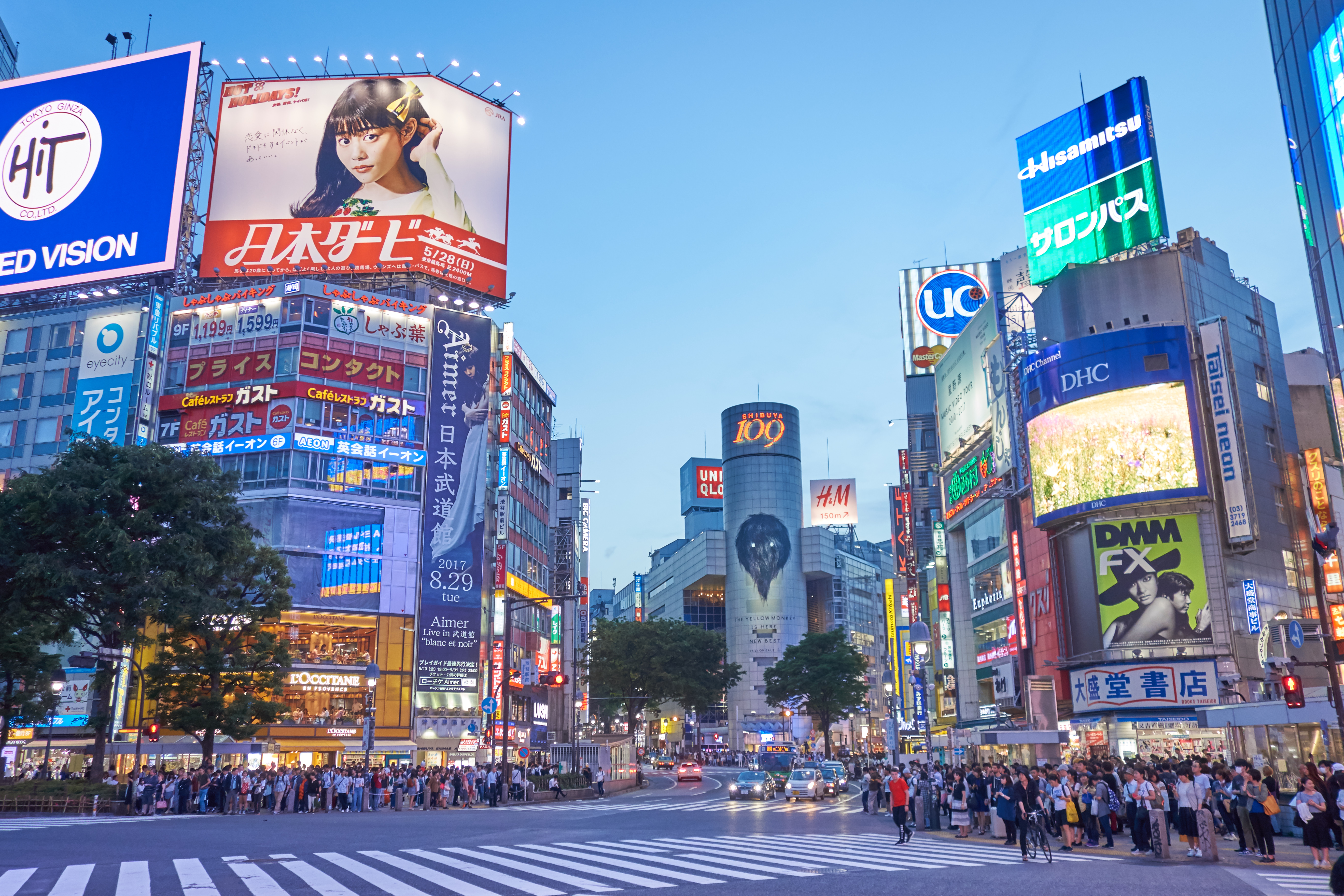
Reklama w gospodarce rynkowej

Gospodarka rynkowa – rodzaj gospodarki, w której decyzje dotyczące zakresu i sposobu produkcji podejmowane są przez podmioty gospodarcze (gospodarstwa domowe, gospodarstwa rolne, przedsiębiorstwa, instytucje finansowe, rząd), kierujące się własnym interesem i postępujące zgodnie z zasadami racjonalności gospodarowania. Podstawą podejmowania tych decyzji są informacje płynące z rynku, m.in. ceny dóbr i usług, ceny czynników wytwórczych, płace, stopy procentowe, stopy zysku, kursy papierów wartościowych, kursy walutowe oraz oczekiwania podmiotów gospodarczych co do kształtowania się wyżej wymienionych w przyszłości.
Dominującym współcześnie przykładem gospodarki rynkowej jest gospodarka kapitalistyczna. Błędem jest jednak używanie pojęcia „gospodarka rynkowa” w charakterze synonimu kapitalizmu, bowiem „rynki nie są (...) unikatowe dla kapitalizmu i nie ma w nich nic nieodłącznie kapitalistycznego”. Zarówno gospodarki przedkapitalistyczne (np. feudalizm), jak też wiele form socjalizmu (np. socjalizm rynkowy) w bardzo dużym stopniu polegało na rynku jako mechanizmie dystrybucji i alokacji, w związku z czym również zalicza się je do kategorii gospodarek rynkowych.

## Krytyka
Ian Banks uważa, że gospodarka rynkowa prowadzi do traktowania istot żywych jako zasobów, ignorowania wartości o charakterze moralnym i filozoficznym, jak również promuje egoizm. Inni wskazują również na zawodność mechanizmów rynkowych jako przyczynę powstawania nierówności społecznych.